# Droïdes : Les Aventures de R2-D2 et C-3PO
Pour les articles homonymes, voir Droïde.
Pour le jeu vidéo adapté de la série télévisée, voir Star Wars: Droids.
 (juillet 2014).
Si vous disposez d'ouvrages ou d'articles de référence ou si vous connaissez des sites web de qualité traitant du thème abordé ici, merci de compléter l'article en donnant les références utiles à sa vérifiabilité et en les liant à la section « Notes et références ».
Droïdes : Les Aventures de R2-D2 et C-3PO (Droids: The Adventures of R2-D2 and C-3PO ou Star Wars: Droids), en 2005 rééditée lors de sa sortie en DVD sous le titre Star Wars, les Aventures animées : Droïdes (Star Wars Animated Adventures: Droids), est une série télévisée d'animation américano-canadienne en treize épisodes de 22 minutes, créée par George Lucas, produite par Nelvana et Lucasfilm, diffusée du 7 septembre au 30 novembre 1985, suivie d'un spécial de 50 minutes diffusé le 7 juin 1986, sur le réseau ABC.
Le thème d'ouverture de la série, Trouble Again, a été réalisé par Stewart Copeland du groupe The Police et écrit par Copeland et Derek Holt (en).
Au Québec, la série a été diffusée sous le titre Les Droïdes à partir du 3 juillet 1989 à Super Écran.

## Synopsis
La série raconte les exploits de R2-D2 et C-3PO, les célèbres droïdes de la saga Star Wars. Elle prend place entre les événements de Star Wars, épisode III : La Revanche des Sith et ceux de Star Wars, épisode IV : Un nouvel espoir, 15 ans avant la bataille de Yavin. Durant toute la série, les droïdes font équipe avec quatre différents maîtres. Composée d'une seule saison divisée en cycles, au début de chacun d'entre eux, les droïdes tombent sur leurs nouveaux maîtres de façon accidentelle, puis, à la fin de chaque cycle, ils sont généralement forcés de les quitter pour des raisons diverses.

## Fiche technique
Sauf indication contraire, les informations mentionnées dans cette section peuvent être confirmées par la base de données cinématographiques IMDb,  présente dans la section « Liens externes ».
- Titre original : Droids: The Adventures of R2-D2 and C-3PO ou Star Wars: Droids
- Titre français : Droïdes : Les Aventures de R2-D2 et C-3PO
- Autres titres francophones : Star Wars, les Aventures animées : Droïdes (DVD)
- Création : George Lucas
- Réalisation : Ken Stephenson
- Décors : Jim Craig et Frank Nissen
- Musique : Patricia Cullen, David Greene et David W. Shaw
- Casting : Arlene Berman
- Production : Michael Hirsh, Patrick Loubert et Clive A. Smith
  - Production associée : Paul Dini et Peter Sauder
  - Production déléguée : Miki Herman et George Lucas
- Sociétés de production : Nelvana et Lucasfilm
- Société de distribution : ABC
- Pays d'origine :  États-Unis,  Canada
- Langue originale : anglais
- Format : couleur - 1,33:1 - son monophonique
- Genre : série d'animation, science-fiction
- Durée : 22 minutes

## Distribution
- Anthony Daniels (VF : Roger Carel) : C-3PO
- Don Francks : Jann Tosh
- Winston Rekert : Sise Fromm, Mungo Baobab
- Graeme Campbell : Proto One
- Peter MacNeill : Jord Dusat
- John Stocker : Vlix, Greej, Zatec-Cha et Sollag
- Rob Cowan : Thall Jobin
- Stephen Ouimette : narrateur
- Dan Hennessey : Jord Dusat (ép. 4), oncle Gundy, Jyn Obah, Vinga et Yorpa
- Version française
  - Société de doublage : Studio SOFI
  - Adaptation des dialogues : Laurence Vignes, Nicolas Mourguye

## Production
Le créateur de Star Wars, George Lucas, était depuis longtemps intéressé par l'animation et avait voulu raconter d'autres histoires de Star Wars sous une forme animée. Pendant la production du téléfilm Au temps de la guerre des étoiles en 1978, le réalisateur d'origine David Acomba montre un morceau d’animation à Lucas fait par la société d'animation de Clive A. Smith, Nelvana. Cela a convaincu Lucas d'embaucher la société pour produire le segment animé pour le téléfilm.
En 1984, Lucas étant satisfait de leur travail, embaucha de nouveau Nelvana pour travailler sur les deux séries d'animation qu'il développe : Droids et Ewoks. Ces deux thèmes ont été choisis parce qu'ils feraient appel au jeune public et que les personnages sont les moins susceptibles d'entrer en conflit avec les histoires des longs métrages.

## Diffusion
Aux États-Unis, le 7 septembre 1985, le dessin animé Droïdes a été diffusé sur le réseau ABC dans une émission appelée Ewoks and Droids Adventure Hour avec Ewoks une autre série dérivée des films,.

## Épisodes
1. La Sorcière blanche (The White Witch)
2. L'Expédition (Escape Into Terror)
3. Trigon 1 (The Trigon Unleashed)
4. Les Courses de Boonta (A Race to the Finish)
5. Le Prince perdu (The Lost Prince)
6. Le Nouveau Roi (The New King)
7. Les Pirates de Tarnoonga (The Pirates of Tarnoonga)
8. La Revanche de Kybo Ren (The Revenge of Kybo Ren)
9. Les Émissaires de l'Empereur (Coby and the Starhunters)
10. La Queue de la comète Roon (Tail of the Roon Comets)
11. Les Jeux de la planète Roon (The Roon Games)
12. Tempête sur Roon (Across the Roon Sea)
13. La Forteresse de glace (The Frozen Citadel)

## DVD
Le DVD Star Wars, les Aventures animées : Droïdes, sorti le 13 avril 2005, contient huit épisodes de la série. Ces épisodes ont été rassemblés par quatre afin de ne former que deux longs films. Les épisodes 5 à 8 ont été édités ensemble pour former un premier film, Les Pirates et le Prince (The Pirates and the Prince) et les épisodes 10 à 13 ont été édités ensemble pour former un second film, Le Trésor de la planète cachée (Treasure of the Hidden Planet). Les deux films rassemblés durent 167 minutes au total.
Les quatre premiers épisodes de la série ont quant à eux été oubliés.

### Les Pirates et le Prince
R2-D2 et C-3PO sont poursuivis par un jeune mineur têtu nommé Jann Tosh, et se retrouvent pris dans une course poursuite pour permettre à un prince étranger de reprendre sa couronne. Très vite, R2-D2 et C-3PO sont embrigadés dans une intrigue interstellaire alors qu'ils aident le prince à se défendre contre les Lords rivaux et contre l'effrayant Kybo Ren.
Ce premier film rassemble les 4 épisodes suivants :
- Le Prince perdu
- Le Nouveau Roi
- Les Pirates de Tarnoonga
- La Revanche de Kybo Ren

### Le Trésor de la planète cachée
R2-D2 et C-3PO retrouvent leur maître Mungo Boabab et partent à la recherche des pierres précieuses Roon. Avant de parvenir au trésor, ils doivent cependant affronter l'Empire, qui ne recule devant rien pour essayer de capturer Mungo et les droïdes.
Ce deuxième film rassemble les 4 épisodes suivants :
- La Queue de la comète Roon
- Les Jeux de Roon / Les Jeux de la planète Roon
- À travers la mer de Roon / Tempête sur Roon
- La Citadelle gelée / La Forteresse de glace

### Remarque sur les titres
Si on compare les titres des chapitres avec les titres des épisodes originaux de la série (les titres anglais), on peut constater qu'il y a bien concordance entre les deux. L'avantage de cette compilation est qu'elle évite au spectateur d'être interrompu par un quelconque générique entre les différents épisodes.
Par contre, on peut noter que l'éditeur du DVD n'a pas cherché à conserver le titre original de la version française pour le chapitrage français. La traduction est ici nettement plus littérale.

## Adaptation
La série est adaptée en jeu vidéo sur Amstrad CPC, Commodore 64 et ZX Spectrum en 1988 sous le titre Star Wars: Droids,.